# راس الضبير (بعدان)

تعديل مصدري - تعديل

راس الضبير محلة تابعة لقرية عثد، التابعة لعزلة ضابي بمديرية بعدان إحدى مديريات محافظة إب في الجمهورية اليمنية، بلغ تعداد سكانها 30 حسب تعداد اليمن لعام 2004.